# ووت وی-۱۴۱
ووت وی-۱۴۱ (به انگلیسی: Vought V-141) یک هواپیمای ساختِ کارخانهٔ ووت در کشور ایالات متحده آمریکا است. این هواپیما برای نخستین بار در ۲۹ مارس ۱۹۳۶ میلادی مورد استفاده قرار گرفت.